# Catalina Vergara
Catalina Vergara (Concepción, Chile, 11 de mayo de 1981) es una directora, productora y editora de cine chilena.
Estudió cinematografía en Duoc UC, y su proyecto de grado fue Mujeres en silencio. Posee una productora donde ha desarrollado la mayoría de sus documentales, incluyendo La última estación, el cual fue financiado por Corfo.
Su trabajo de dirección se ha centrado en documentales, siendo premiada, junto a Cristián Soto, por la dirección de La última estación,  documental que narra la vida de diversos ancianos en asilos, ganando la categoría de Mejor Documental en el Festival de Cine de Guadalajara. Así mismo, fue finalista en los premios Altazor de 2014 y Pedro Sienna en 2013.